# Manfred Altner
Rolf Manfred Altner (* 26. Dezember 1930 in Leipzig; † 27. November 2020 in Radebeul) war ein deutscher Literatur- und Kunstwissenschaftler mit dem Schwerpunkt Kinderliteratur und Exilforschung, Lehrerbildner, Hochschul-Dozent, Autor und Herausgeber.

## Leben und Wirken
Altner begann sein Berufsleben nach dem Zweiten Weltkrieg als Neulehrer. Zudem studierte er als externer Student an der Friedrich-Schiller-Universität Jena, wo er 1968 auf dem Gebiet der Germanistik mit der Schrift Friedrich Wilhelm Hackländer in seiner Zeit sowie 1979 mit der Dissertation A zum Thema Tradition und Wirklichkeit in Lyrik und Liedgut der Arbeiterjugend: Grundzüge ihrer Entwicklung von 1890 bis 1933 promoviert wurde.
Von 1959 bis 1972 unterrichtete er an der Pädagogischen Hochschule „Karl Friedrich Wilhelm Wander“ in Dresden angehende Lehrer. Danach war er bis 1992 als Hochschuldozent für Ästhetik an der Hochschule für Bildende Künste Dresden tätig, vor der Wende als Dr. phil. Dr. sc., danach als Dr. phil. habil.
Ab 1977 lebte er mit der Familie in Radebeul.
Altner, dessen Forschungsschwerpunkte Exilliteratur, Kinder- und Jugendliteratur sowie Kulturgeschichte waren, verfasste Studien zur Kinder- und Jugendliteratur des deutschen Kaiserreichs, zur Zeit der DDR sowie der Weimarer Republik. Er gab Kinderbücher heraus sowie die Dokumentensammlung Das proletarische Kinderbuch und ist Mitautor der Geschichte der Dresdner Kunstakademie.
Vor der Wende verfasste er mit den Künstler zusammen zwei Biografien zu Heinz Lohmar und zu Gerhard Bondzin. 1997 folgte eine Biografie zur österreichischen Schriftstellerin und Übersetzerin Hermynia Zur Mühlen. Zudem schrieb Altner zahllose Biografien für die Sächsische Biografie, die vom Institut für Sächsische Geschichte und Volkskunde im Internet als fortwährend erweitertes personengeschichtliches Lexikon zur sächsischen Geschichte veröffentlicht wird. Dieses Wissen brachte er 2005 und 2006 als Koautor bei der Erstellung der beiden ersten Auflagen des Radebeuler Stadtlexikons ein.
Im Zusammenhang mit dem Radebeuler Hohenhaus, einer der Wirkungsstätten der Schriftstellerbrüder Carl und Gerhart Hauptmann, gab er neben einer über 600-jährigen Geschichte des Hauses auch eine überarbeitete Neuausgabe des von 1938 datierenden dokumentarischen Romans Die Schwestern vom Hohenhaus heraus, der von den drei Thienemann-Töchtern Marie, Martha und Adele handelt, die Gerhart und Carl Hauptmann sowie deren Bruder Georg heirateten. Zudem erschien 2003 seine Schrift Gerhart Hauptmann in Dresden und Radebeul.
Am 18. November 2005 wurde Altner anlässlich seines 75. Lebensjahrs mit dem Volkacher Taler für sein Lebenswerk ausgezeichnet.
Im Jahr 2018 übergab er dem Stadtarchiv Radebeul einen Großteil seiner Forschungsunterlagen (u. a. diejenigen über Carl und Gerhart Hauptmann) sowie Teile seiner Bibliothek, darunter Ausgaben von Wilhelmine Heimburg und seiner eigenen Werke als Vorlass.

## Rezeption
Der Literaturwissenschaftler und spätere Professor für Didaktik der deutschen Sprache und Literatur an der Universität Regensburg Kurt Franz schrieb 1984:

„In ähnlich umfassender Weise, sogar noch erweitert um den Begriff ‚Jugendlyrik‘, definiert Manfred Altner (1976, 16):
„Der Begriff ‚Kinder- und Jugendlyrik‘ erweist sich als vieldimensionale Größe. Er schließt die eigens für Kinder und Jugendliche geschriebenen Gedichte ebenso ein wie die, die infolge besonderer ästhetischer Qualitäten – Einfachheit, Volkstümlichkeit, Verständlichkeit – von Kindern bzw. Jugendlichen rezipiert werden. Ferner gehören auch Gedichte, die von Kindern und Jugendlichen geschaffen wurden, dazu.““

Der britische Germanist und literarische Übersetzer J. M. Ritchie schrieb 2000 in The Modern Language Review zu Altners Biografie über Hermynia Zur Mühlen:

“His [Altner's] excellent and extremely readable biography will do much to rehabilitate this unjustly forgotten writer.”

„Seine [Altners] ausgezeichnete und äußerst lesbare Biografie wird viel dazu beitragen, diese zu Unrecht vergessene Schriftstellerin wieder ins öffentliche Bewusstsein zu rücken.“

## Auszeichnungen
- 2005: Volkacher Taler, Preis der Deutschen Akademie für Kinder- und Jugendliteratur für die besondere Förderung der Kinder- und Jugendliteratur

## Schriften

### Als Autor
- Friedrich Wilhelm Hackländer in seiner Zeit. Hochschulschrift, Univ. Jena, Phil. F., Diss. v. 24. Jan. 1968.
- Das sozialistische Menschenbild in der Kinder- und Jugendliteratur der DDR. Kinderbuchverlag, Berlin [1972].
- Zur Entwicklung der sozialistischen Kinder- und Jugendlyrik in der DDR von 1945 bis 1975. Kinderbuchverlag, Berlin 1976.
- Tradition und Wirklichkeit in Lyrik und Liedgut der Arbeiterjugend: Grundzüge ihrer Entwicklung von 1890 bis 1933. 2 Bände, Hochschulschrift, Univ. Jena, Gesellschaftswiss. Fak., Diss. A, 1979.
- Heinz Lohmar. Reihe Maler und Werk. Verlag der Kunst, Dresden 1981.
- Die deutsche Kinder- und Jugendliteratur zwischen Gründerzeit und Novemberrevolution. Kinderbuchverlag, Berlin 1981.
- Gerhard Bondzin. Reihe Maler und Werk. Verlag der Kunst, Dresden 1985.
- Hochschule für Bildende Künste Dresden (Hrsg.): Dresden: Von der Königlichen Kunstakademie zur Hochschule für Bildende Künste; [1764–1989; die Geschichte einer Institution]. Verlag der Kunst, Dresden 1990, ISBN 978-3-364-00145-6.
- Kinder- und Jugendliteratur der Weimarer Republik. Lang, Frankfurt am Main; Bern; New York; Paris 1991, ISBN 978-3-631-43868-8.
- Hermynia Zur Mühlen: eine Biographie. Lang, Bern 1997, ISBN 978-3-906756-07-3.
- zusammen mit Wilfrid Hahn: Dresden: Stadtführer durch Vergangenheit und Gegenwart. Ed. Reintzsch, [Radebeul] 2000, ISBN 978-3-930846-18-4.
- Sächsische Lebensbilder: literarische Streifzüge durch die Lößnitz, die Lausitz, Leipzig und Dresden. Ed. Reintzsch, Radebeul 2001, ISBN 978-3-930846-25-2.
- Gerhart Hauptmann in Dresden und Radebeul. Hellerau-Verlag, Dresden 2003, ISBN 978-3-910184-93-0.
- Literarische Wanderung durch Radebeul. Hellerau-Verlag, Dresden 2004, ISBN 978-3-910184-74-9.
- Hohenhaus Radebeul: Vom Bischofssitz zum Märchenschloss. Creutz Verlag 2007 (Online), abgerufen am 7. Februar 2021.

### Als Koautor
- Sozialistische Kinder- und Jugendliteratur der DDR: Ein Abriss zur Entwicklung von 1945 bis 1975. Von e. Autorenkollektiv unter Leitung von Friedel Wallesch. 2., unveränd. Auflage. Volk und Wissen, Berlin 1979.
- Radebeul. Fotos von Tobias Günther, Texte von Manfred Altner. Stadt-Bild-Verlag, Leipzig 2003, ISBN 978-3-934572-23-2.
- Frank Andert (Red.): Stadtlexikon Radebeul. Historisches Handbuch für die Lößnitz. Hrsg.: Stadtarchiv Radebeul. 2., leicht geänderte Auflage. Stadtarchiv, Radebeul 2006, ISBN 3-938460-05-9.

### Als Herausgeber
- Martin Andersen Nexö: Jakobs wunderbare Reise. Eine Auswahl. Hrsg. von Manfred Altner. Mit einem Nachwort von Erika Kosmalla. Illustrationen von Gerhard Goßmann. 2. Auflage, Kinderbuchverlag, Berlin (DDR) 1985.
- Das proletarische Kinderbuch: Dokumente zur Geschichte der sozialistischen deutschen Kinder- und Jugendliteratur. Hrsg. u. eingel. von Manfred Altner (=Teil von: Bibliothek des Börsenvereins des Deutschen Buchhandels e. V. <Frankfurt, M.>). Verlag der Kunst, Dresden 1988, ISBN 978-3-364-00108-1.
- Hansgerhard Weiss: Die Schwestern vom Hohenhaus. Hrsg., überarb. und mit Vorw. vers. von Manfred Altner. Ed. Reintzsch, Radebeul 2000, ISBN 978-3-930846-19-1.